# 4357 Коринф
4357 Коринф (4357 Korinthos) — астероїд головного поясу, відкритий 29 вересня 1973 року.
Тіссеранів параметр щодо Юпітера — 3,224.